# Jiří Orten
Jiří Orten, vlastním jménem Jiří Ohrenstein (30. srpna 1919 Kutná Hora – 1. září 1941 Praha), byl český básník.

## Život
Narodil se v Kutné Hoře jako druhý syn manželů Eduarda Ohrensteina (1881–1936) a Berty, rozené Rozenzweigové (1890–1970). Jeho rodiče vlastnili malý obchod se střižním a galanterním zbožím. V letech 1929–1936 navštěvoval místní reálku. Po neúspěšném pokusu o přijetí na konzervatoř odešel do Prahy, aby studoval jazykovou školu. Zároveň pracoval jako archivář karlínské firmy Crediton.
Na dramatickém oddělení Státní konzervatoře hudby, kam vstoupil v roce 1937, absolvoval tři ročníky. Studia přerušil koncem školního roku 1939–1940, kdy byl kvůli svému židovskému původu nucen odejít. Po svém vyloučení publikoval pod cizími jmény: Karel Jílek, Václav Jílek, Jiří Jakub.

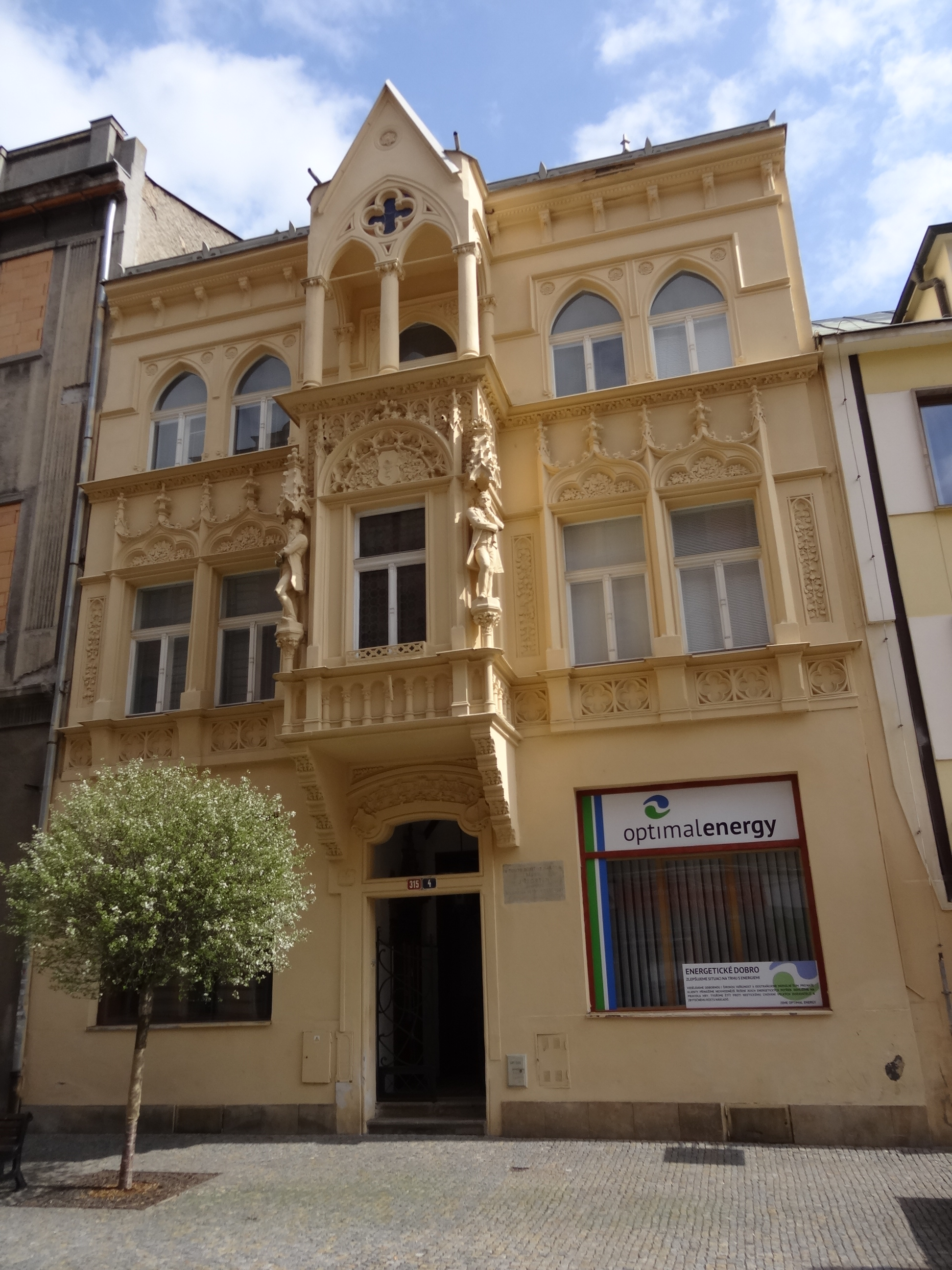
Rodný dům Jiřího Ortena v Kollárově ul. 315 v Kutné Hoře

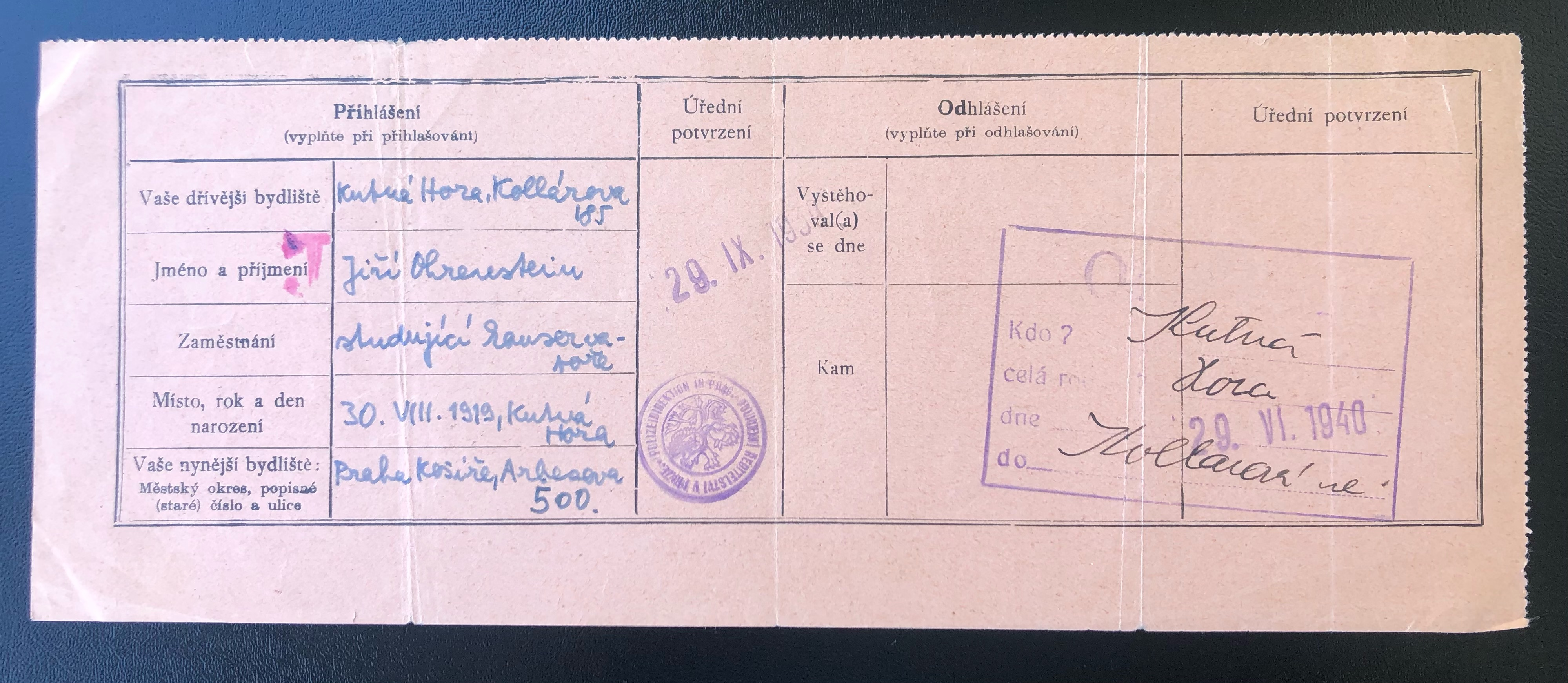
Přihlašovací lístek vyplněný Jiřím Ortenem.

Aktivně se podílel na přípravě recitačních večerů a studentského divadla, které hrálo v Jednotném svazu na Zbořenci nebo v Umělecké besedě jako Divadlo mladých a uvedlo mimo jiné Ortenovu dramatizaci Jammesova Anýzového jablka. V Apollinairových Prsech Tiresiových byl obsazen do role manžela. Kromě Nezvalova Podivuhodného kouzelníka vytvořil hlavní postavu ještě v jevištní úpravě Horova Jana houslisty, kterou nastudoval režisér Gustav Schorsch.
Pro svou básnickou činnost si zvolil pseudonym Jiří Orten. Debutoval v Mladé kultuře a Haló novinách (1936), kde po určitý čas redigoval rubriku mladých. Kromě toho přispíval do časopisů Hej rup!, Eva, Rozhledy, Čteme, Kritický měsíčník a jiných. V halasovské edici První knížky v nakladatelství Václava Petra mu vyšla o tři roky později prvotina Čítanka jaro. Uveřejnil ji pod jménem Karel Jílek, s nímž spojil i další sbírku veršů, kterou mu Petrovo nakladatelství vydalo pod názvem Cesta k mrazu. Soukromý tisk Zdeňka Urbánka k Novému roku 1941 – rozsáhlá báseň Jeremiášův pláč – byl již podepsán jménem Jiří Jakub stejně jako sbírka Ohnice, kterou do edičního plánu Melantrichu zařadil v témže roce A. M. Píša. Sbírka Ohnice se tak stala poslední knížkou, jejíhož uvedení se autor dožil. Sám sice ještě uspořádal dvě sbírky – Elegie a Scestí – ale ty se mohly objevit na knižních pultech až po osvobození.
Poté, co mu v roce 1936 zemřel otec a co jeho starší bratr Ota odešel do Anglie, stal se Jiří oporou matce a malému bratrovi Zdeňkovi. I toto pouto bylo částečně narušené tím, že Orten nesměl opouštět území Prahy. Rozchod s dívkou, k níž se cele upnul, poznamenal zbytek jeho života. Přestože i nadále udržoval styky se svými kolegy sdruženými v neoficiálním klubu Noc, byl stále osamělejší. Přinucen okolnostmi střídal byty, střídal zaměstnání. Spolu s básníkem Hanušem Bonnem pracoval v Židovské náboženské obci.

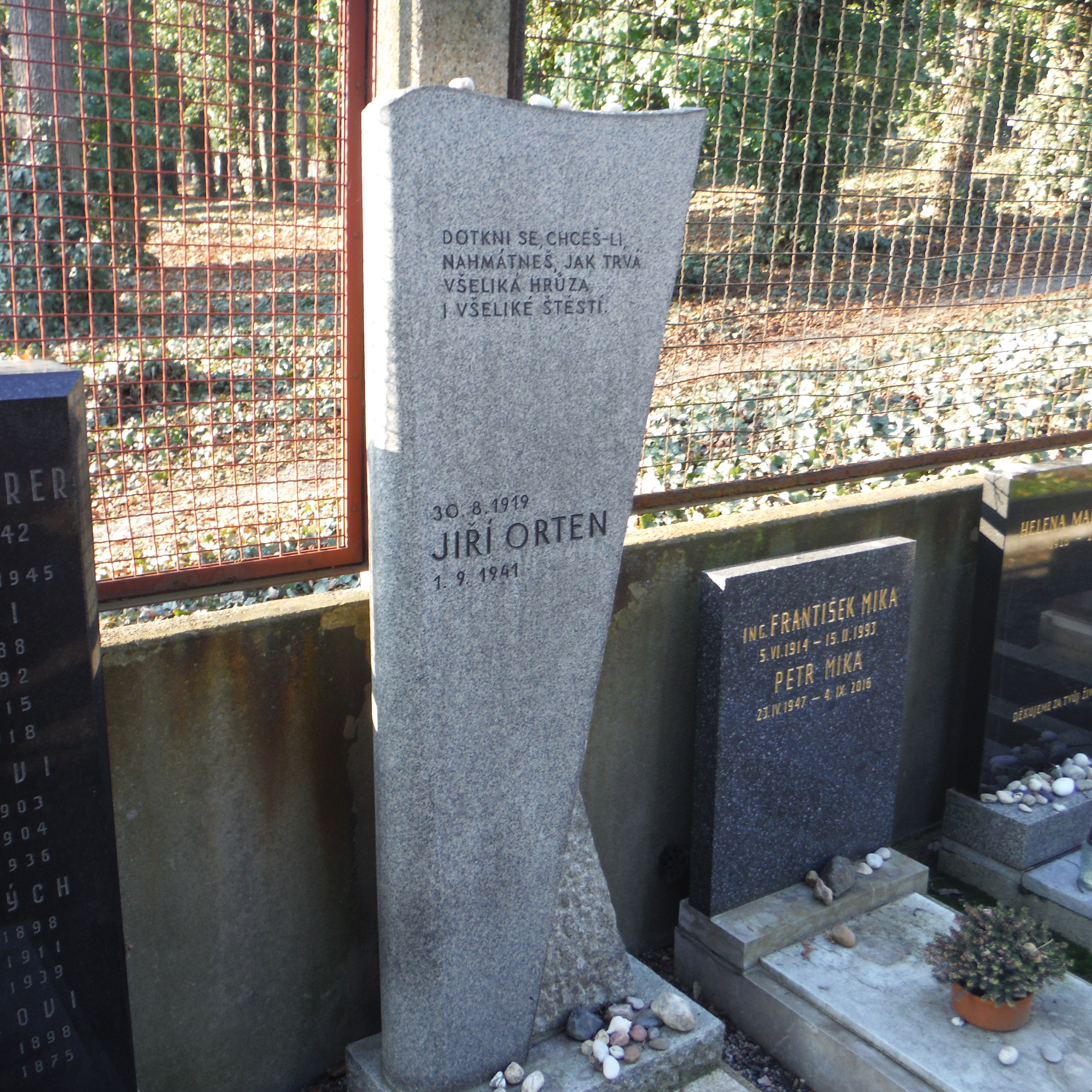
spisovatelův hrob na Novém židovském hřbitově na Olšanech

Pozoruhodným svědectvím o Ortenově životě jsou tři knihy jeho deníků – Modrá, Žíhaná a Červená, do nichž si zaznamenával své postřehy, básně i výpisky z četby v období od 10. ledna 1938 až do osudného 30. srpna 1941, kdy byl přejet projíždějící německou sanitkou. Následkům těžkého zranění podlehl 1. září 1941 ve věku dvaadvaceti let.

## Ortenova Kutná Hora
Na památku Jiřího Ortena se od roku 1993 koná v Kutné Hoře festival Ortenova Kutná Hora. S ním je spojená i stejnojmenná literární soutěž pro mladé autory poezie do 22 let. V roce 1991 po něm bylo pojmenováno také pražské Ortenovo náměstí.

## Dílo
Z jeho díla vyplývá, že měl velký talent, nebyl členem žádné skupiny, ale byl ovlivněn existencialismem. Ortenovo dílo velmi ovlivnilo českou poezii. Jeho poezie vyjadřuje pocity mladých lidí zaskočených a zraněných těžkou dobou.
- Čítanka jaro – 1939.[2]
- Cesta k mrazu – 1940, původní láskyplný vztah k okolí se mění na beznaděj a opuštěnost – objevují se motivy z Bible. Vydáno pod pseudonymem.[3]
- Jeremiášův pláč – 1941, vyšla též pod cizím jménem.[4]
- Ohnice – 1941 – tuší blížící se konec života.[5]

Většina jeho díla vyšla až posmrtně, po r. 1945:
- Elegie[6]
- Dílo Jiřího Ortena
- Deníky Jiřího Ortena – vyšlo až v r. 1958 – jednotlivé deníky byly pojmenovány podle barvy desek sešitů, do kterých si své zápisy psal – Modrá kniha, Žíhaná kniha a Červená kniha
- Eta, Eta, žlutí ptáci – vyšlo r. 1966, próza.[7]